# Shepherdstown
Shepherdstown – miasto w Stanach Zjednoczonych, w stanie Wirginia Zachodnia, w hrabstwie Jefferson.